# یوزف پترسن
یوزف پترسن (دانمارکی: Josef Petersen; ۱۶ سپتامبر ۱۸۸۱ – ۲۲ نوامبر ۱۹۷۳) مؤلف و رمان‌نویس اهل دانمارک بود.
از افتخارات وی میتوان به کسب ۳ مدال نقره در بخش مسابقات هنری بازی‌های المپیک تابستانی اشاره کرد.